# Ernst Heiss
Ernst Heiss (* 24. Juni 1936 in Innsbruck) ist ein österreichischer Architekt und Insektenforscher.

## Leben
Ernst Heiss besuchte die Volksschulen in Hatting und Reith bei Seefeld und von 1947 bis 1951 die Bundesrealschule Innsbruck. Nach deren Abschluss wechselte er zur Abteilung für Hochbau der HTL Anichstraße Innsbruck.
Er wurde während dieser Zeit 5-facher österreichischer Staatsmeister im Speerwurf und Kugelstoßen.
Ab 1956 studierte er an der Technischen Hochschule München, welche er 1959 als Diplom-Ingenieur abschloss. Er blieb zunächst in München, wechselte später nach Innsbruck, wo er 1965 sein eigenes Architekturbüro gründete. Er wirkte an der Planung und Ausführung zahlreicher Bauten, wie z. B. der Technischen Fakultät der Universität Innsbruck, der Universität Klagenfurt, dem Innsbrucker Kongresshaus oder der Technischen Hochschule in Karatschi mit. 1987 übergab er das Büro an seine Mitarbeiter.
1990 wurde er Registered Consultant der Internationalen Entwicklungsorganisation (IDA) und der Organisation der Vereinten Nationen für industrielle Entwicklung (UNIDO).
Im Jahr zuvor hatte er sich an der Naturwissenschaftlichen Fakultät der Universität Innsbruck eingeschrieben. 1992 erhielt er hier mit Taxonomische Studien an palaearktischen Piesmatidae (Insecta: Heteroptera) unter Berücksichtigung von Morphologie, Biologie und Ökologie sein Diplom. Mitte 1992 wurde er zum Magister rer. nat., und 1995 promovierte er mit Taxonomische Studien an Aradidae (Insecta:Heteroptera) in Innsbruck. 1999 wurde er Vorsitzender der Österreichischen Gesellschaft für Entomofaunistik.
1960 heiratete Ernst Heiss.

## Bauten (Auswahl)

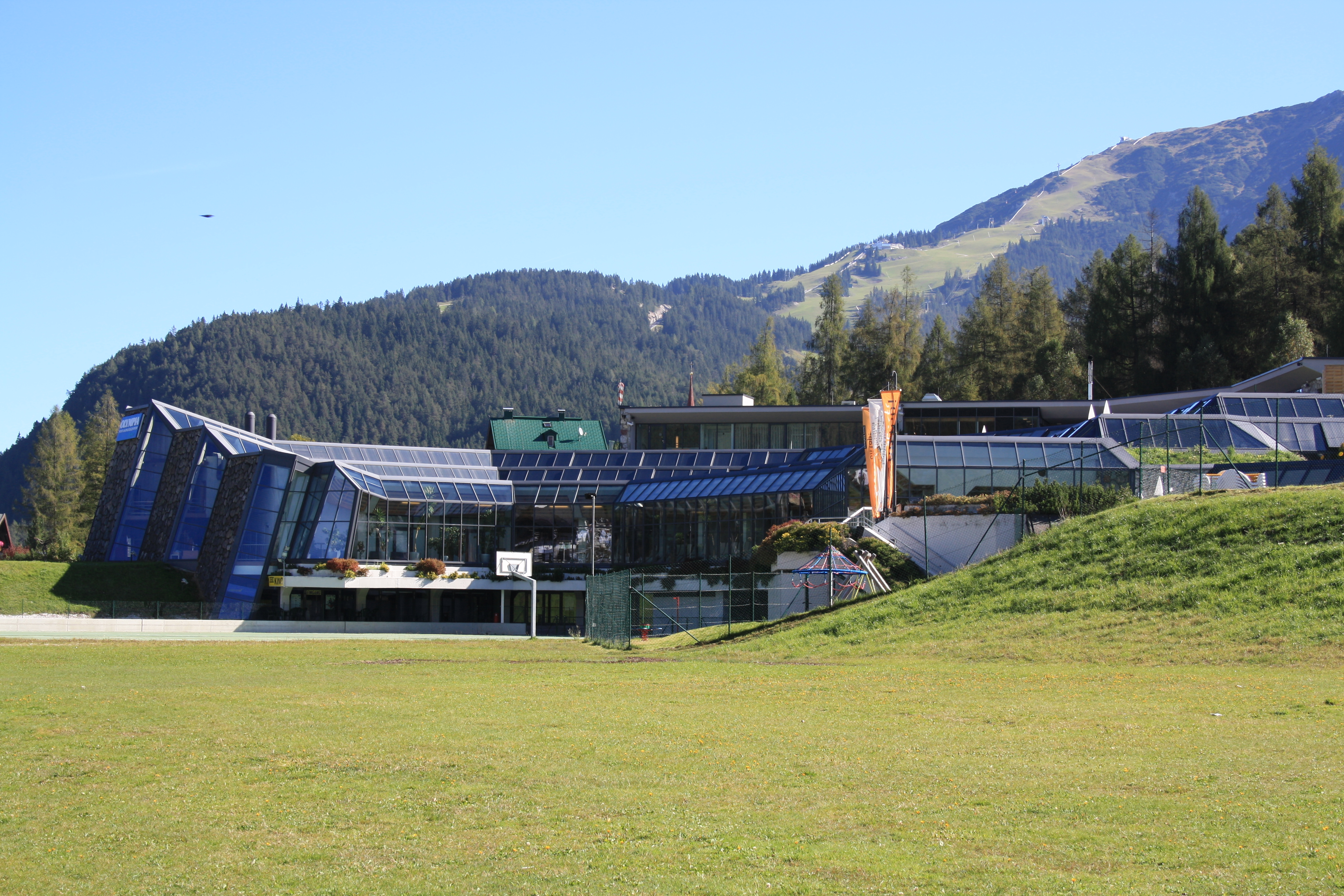
Sport- und Kulturzentrum Olympia

- Gebäude der Fakultät für Bauingenieurwesen und Architektur der Universität Innsbruck, 1967–1973 (mit Hubert Prachensky)[4]
- Kongresshaus Innsbruck, 1970–1973 (mit Heinz Marschalek, Georg Ladstätter, Norbert Gantar, Hubert Prachensky und Peter Thurner)[4]
- Sport- und Kulturzentrum Olympia, Seefeld, 1973–1975 (mit Hubert Prachensky)[5]
- Fernheizwerk, Innsbruck, 1977 (mit Hubert Prachensky)[6]

## Werk
Ernst Heiss verfügt über eine Sammlung von 100.000 Wanzen, davon etwa 30.000 Aradidae. Dies ist eine der bedeutendsten Privatsammlungen weltweit. Er hat 306 entomologische Arbeiten veröffentlicht, in denen 72 neue Gattungen und 243 rezente Arten sowie 25 Gattungen und 72 fossile Arten von Heteropteren beschrieben wurden.

## Auszeichnungen
- 1983: Ehrenzeichen der Universität Innsbruck[2]
- 1990: Verleihung des Berufstitels Professor[2]
- 1994: Ehrenmitglied des Landesmuseums Ferdinandeum in Innsbruck[2]
- 2014: Franz-von-Wieser-Medaille[8]
- 2017: Fabricius-Medaille der Deutschen Gesellschaft für allgemeine und angewandte Entomologie[7]